# Nerobergbahn

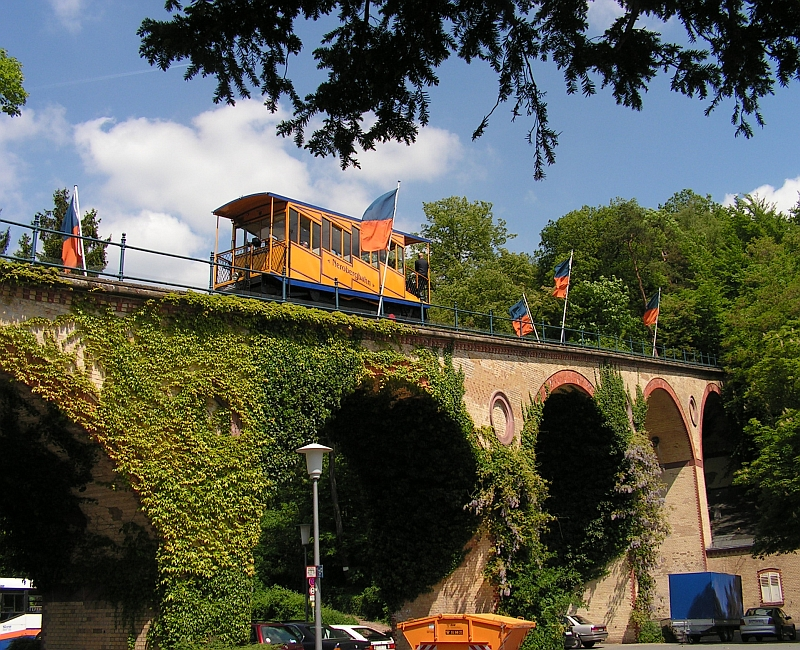
Foto del 2008.

El Nerobergbahn es un funicular en Wiesbaden, Alemania. La línea une la ciudad, con una estación al norte de Nerotalanlagen, con la colina Neroberg al norte, que ofrece una vista panorámica de la ciudad.

## Historia
La línea se inauguró en 1888 y es uno de los pocos funiculares que emplea propulsión hidráulica. En la estación superior, los tanques del vagón que baja se llenan con hasta 7000 litros de agua para asegurar que sea más pesado que el vagón que sube. Luego, el vagón que baja tira del vagón que sube cuesta arriba con un cable de acero de 452 metros de largo. Cuando el vagón que baja llega a la estación inferior, el agua se descarga y se bombea cuesta arriba.
En 1939, se planeó convertir la línea a propulsión eléctrica y proporcionar vagones más grandes, pero el estallido de la Segunda Guerra Mundial lo impidió. La línea quedó fuera de servicio en 1944 debido a los daños causados por la guerra y el servicio se reinició en 1948. En 1988, la línea fue protegida como monumento técnico por el Estado de Hesse.

## Características
El funicular tiene las siguientes especificaciones técnicas:
- Inclinación máxima: 26%
- Inclinación media: 19%
- Tiempo de trayecto: 3.5 minutos
- Tracción: lastre de agua

## Galería

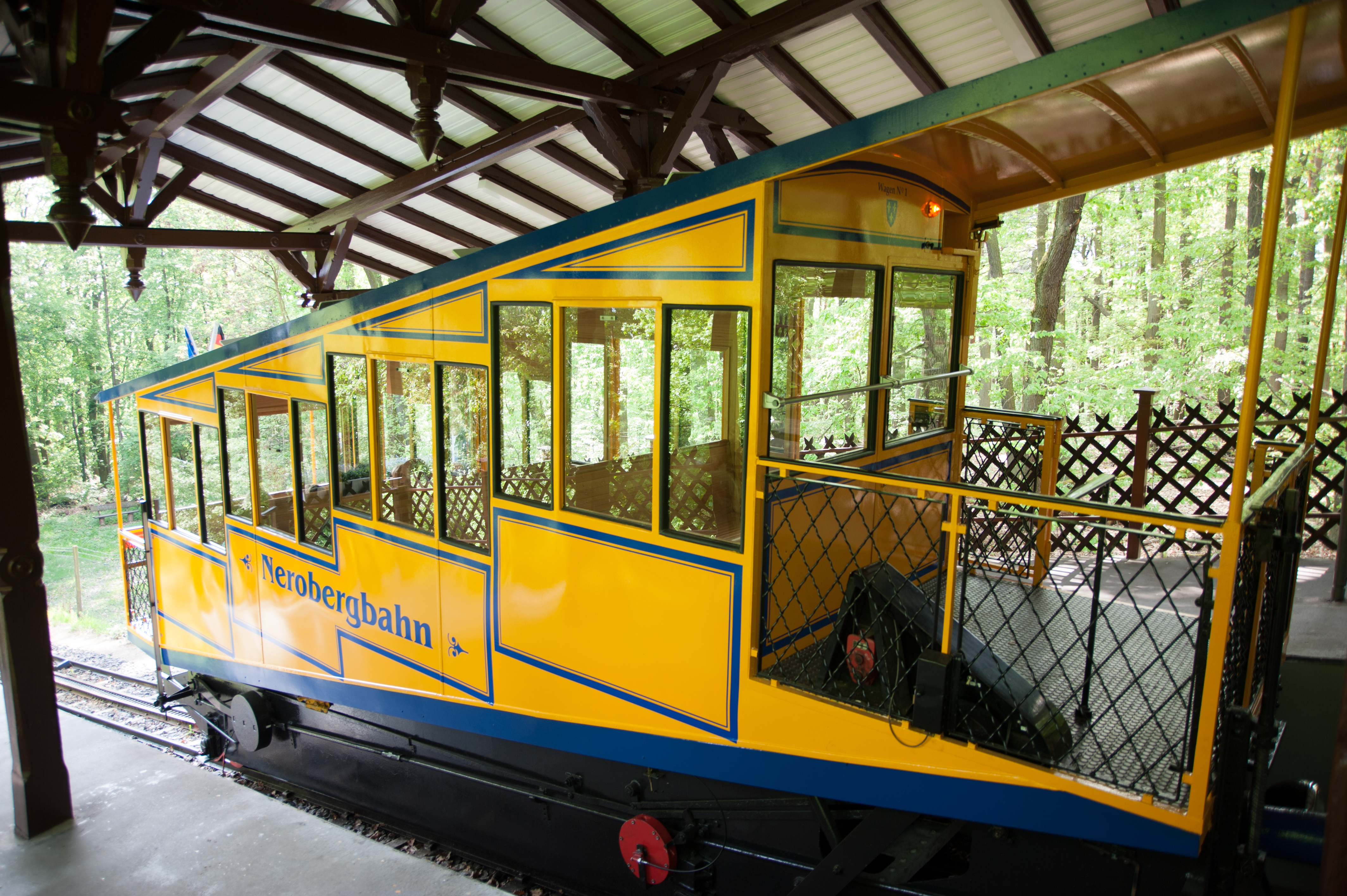
Un vagón en la estación superior.
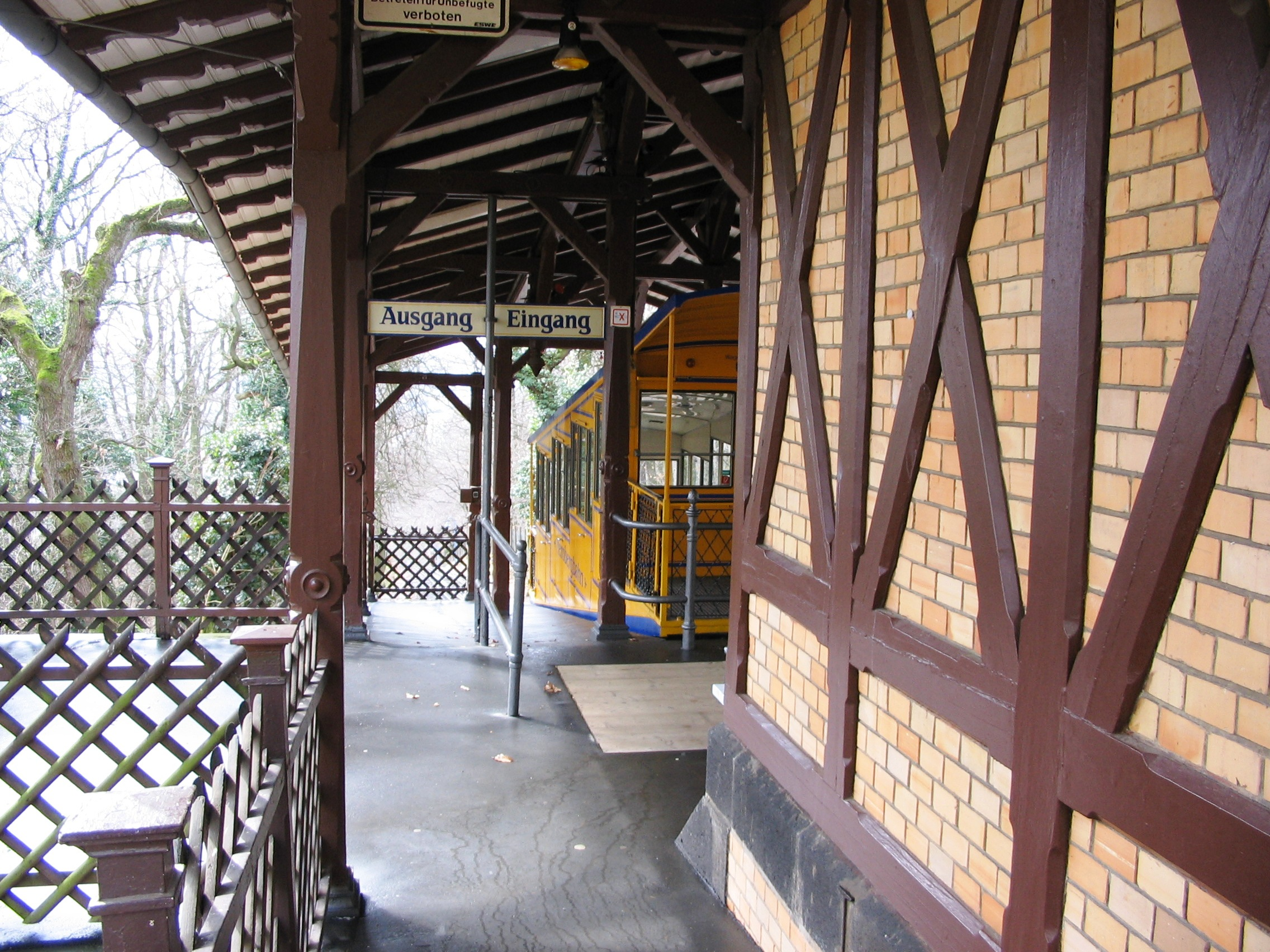
La estación superior.